# Holland Taylor

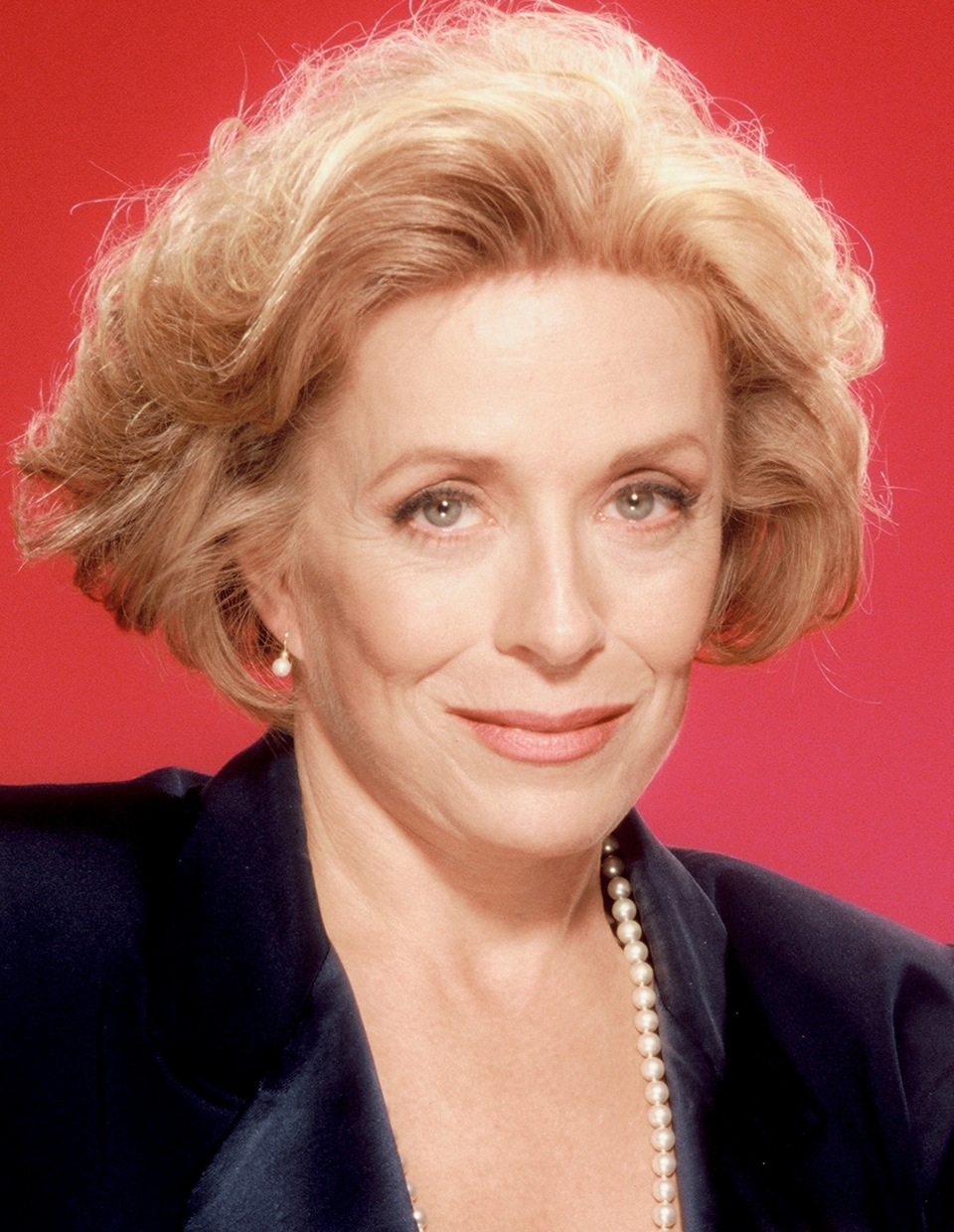
Holland Taylor (1994)

Holland Taylor (* 14. Januar 1943 in Philadelphia, Pennsylvania) ist eine US-amerikanische Schauspielerin.

## Leben und Karriere
Taylor studierte am Bennington College, bevor sie nach New York City ging, um dort Theater zu spielen. Ihren ersten Auftritt am Broadway hatte sie im Jahr 1965 neben Anne Bancroft in The Devils, einem Bühnenstück von John Whiting.
Holland Taylor spielte seit Anfang der 1980er Jahre in zahlreichen Fernsehserien und Filmen mit, unter anderen neben Tom Hanks in der Serie Bosom Buddies. In Peter Weirs Mediensatire Die Truman Show aus dem Jahr 1998 spielte Holland Taylor die Mutter von Truman Burbank, und in dem Fernsehfilm The Day Reagan Was Shot verkörperte sie 2001 die Präsidentengattin Nancy Reagan. Im Jahr 2000 wurde Taylor für ihre Leistungen in der Dramaserie The Practice mit einem Emmy ausgezeichnet.
Von 2003 bis 2015 war sie in der US-amerikanischen Sitcom Two and a Half Men als Evelyn Harper, die Mutter von Alan Harper (gespielt von Jon Cryer) und dessen Bruder Charlie (gespielt von Charlie Sheen), zu sehen. 2005, 2007, 2008 und 2010 wurde sie für ihre Leistungen in dieser Serie als beste Nebendarstellerin für den Emmy nominiert.

### Privates
Im November 2015 gab Taylor in einem Interview bekannt, dass sie mit einer deutlich jüngeren Frau liiert sei. Wenig später wurde ihre Beziehung mit der Schauspielerin Sarah Paulson bekannt.

## Filmografie (Auswahl)
- 1956: The Edge of Night
- 1967: Love Is a Many Splendored Thing
- 1969: J.T.
- 1970: Somerset (Fernsehserie)
- 1975: Bacon Hill
- 1976: The Next Man
- 1977: Kojak – Einsatz in Manhattan (Fernsehserie, eine Folge)
- 1979: 3 by Cheever: O Youth and Beauty!
- 1980: Fame – Der Weg zum Ruhm (Fame)
- 1981: My Mother Was Never a Kid
- 1982: Die verrückten Abenteuer eines Playboys (I Was a Mail Order Bride)
- 1982: Die Romanze von Charles und Diana (The Royal Romance of Charles and Diana)
- 1983: Love Boat
- 1983: Reuben, Reuben
- 1984: Auf der Jagd nach dem grünen Diamanten (Romancing the Stone)
- 1985: Key Exchange
- 1985: Perry Mason Returns
- 1985: Auf der Jagd nach dem Juwel vom Nil (The Jewel of the Nile)
- 1988: She’s Having a Baby
- 1989: Mord ist ihr Hobby (Murder, She Wrote, Fernsehserie, Folge 6x11)
- 1990: Alice
- 1990: People Like Us
- 1990: Zwischen Couch und Kamera (Going Places)
- 1991: Ärztin unter Verdacht (The Rape of Dr. Willis)
- 1992–1993: Die Powerfamilie (The Powers That Be, Fernsehserie, 21 Folgen)
- 1993: Ein Cop und ein Halber (Cop and ½)
- 1993: Zum Abschuß freigegeben (With Hostile Intent)
- 1994: In the Best of Families
- 1994: The Counterfeit Contessa
- 1994: The Favor – Hilfe, meine Frau ist verliebt! (The Favor)
- 1994: Verraten und mißbraucht (Betrayal of Trust)
- 1994–1995: Diagnose: Mord (Diagnosis Murder, Fernsehserie, 2 Folgen)
- 1995: Different Minds (Steal Big, Steal Little)
- 1995: How to Make an American Quilt
- 1995: Last Summer in the Hamptons
- 1995: To Die For
- 1996: Tage wie dieser… (One Fine Day)
- 1997: George – Der aus dem Dschungel kam (George of the Jungle)
- 1998: Betty
- 1998: Next Stop Wonderland
- 1998: Die Truman Show (The Truman Show)
- 1998–2003: Practice – Die Anwälte (The Practice, Fernsehserie, 29 Folgen)
- 1999: Emergency Room – Die Notaufnahme (ER, Folge 5x20)
- 2000: Ein tödlicher Blick der Liebe (Deadly Look of Love)
- 2000: Happy Accidents
- 2000: Glauben ist alles! (Keeping the Faith)
- 2000: Mail to the Chief
- 2000: Stummer Schrei (The Spiral Staircase)
- 2001: The Day Reagan Was Shot
- 2001: Natürlich blond (Legally Blonde)
- 2001: Stadt, Land, Kuss (Town & Country)
- 2002: Cinderella 2 – Träume werden wahr (Cinderella II: Dreams Come True, Stimme)
- 2002: Spy Kids 2 – Die Rückkehr der Superspione (Spy Kids 2: The Island of Lost Dreams)
- 2002–2003: Baby Bob (Fernsehserie, 14 Folgen)
- 2003: Home Room
- 2003: Mission 3D (Spy Kids 3-D: Game Over)
- 2003–2015: Two and a Half Men (Fernsehserie, 101 Folgen)
- 2004: Spy Girls – D.E.B.S. (D.E.B.S.)
- 2004–2009: The L Word – Wenn Frauen Frauen lieben (The L Word, Fernsehserie, 9 Folgen)
- 2005: Wedding Date (The Wedding Date)
- 2005, 2007 Monk (Fernsehserie, 2 Folgen)
- 2007: Cinderella – Wahre Liebe siegt (Cinderella III: A Twist in Time, Stimme)
- 2008: Baby Mama
- 2017–2019: Mr. Mercedes (Fernsehserie, 29 Folgen)
- 2017: Kepler’s Dream
- 2017: The Orville (Fernsehserie, Folge 1x02)
- 2017: Speechless (Fernsehserie, Folge 2x07)
- 2017: Good Behavior (Fernsehserie, 2 Folgen)
- 2018: Gloria – Das Leben wartet nicht (Gloria Bell)
- 2019: Bombshell – Das Ende des Schweigens (Bombshell)
- 2020: To All the Boys: P.S. I Still Love You
- 2020: Bill & Ted retten das Universum (Bill & Ted Face the Music)
- 2020: The Stand-In
- 2020: Hollywood (Fernsehserie, 6 Folgen)
- 2021: Die Professorin (The Chair, Fernsehserie, 6 Folgen)
- 2021: The Morning Show (Fernsehserie, 5 Folgen)
- 2023: Billions (Fernsehserie)
- 2023: Quiz Lady

## Auszeichnungen und Nominierungen
Primetime Emmy Award
- 1999: Auszeichnung in der Kategorie Beste Nebendarstellerin in einer Dramaserie in Practice – Die Anwälte
- 2000: Nominierung in der Kategorie Beste Nebendarstellerin in einer Dramaserie in Practice – Die Anwälte
- 2000: Nominierung in der Kategorie Beste Gastdarstellerin in einer Comedyserie in The Lot
- 2005: Nominierung in der Kategorie Beste Nebendarstellerin in einer Comedyserie in Two and a Half Men
- 2007: Nominierung in der Kategorie Beste Nebendarstellerin in einer Comedyserie in Two and a Half Men
- 2008: Nominierung in der Kategorie Beste Nebendarstellerin in einer Comedyserie in Two and a Half Men
- 2010: Nominierung in der Kategorie Beste Nebendarstellerin in einer Comedyserie in Two and a Half Men

Tony Award
- 2013: Nominierung als Beste Hauptdarstellerin für Ann